# Queimadas (Cap Verd)
Queimadas (crioll capverdià Kemada) és una vila al centre de l'illa de São Nicolau a l'arxipèlag de Cap Verd. Està situada 3 kilòmetres al nord-oest de Ribeira Brava.